# کرن، اباس
کرن (به انگلیسی: Cerne Abbas) یک روستا و محله مدنی در بریتانیا است که در West Dorset واقع شده‌است. کرن ۸۲۰ نفر جمعیت دارد.